# Рабочий посёлок Досчатое
Рабочий посёлок Досчатое — административно-территориальная единица в составе городского округа город Выкса Нижегородской области России. До 2011 года составлял городское поселение Выксунского района.
Административный центр и единственный населенный пункт — пгт Досчатое.

## Населенные пункты
| № | Населённый пункт | Тип населённого пункта                  | Население |
| - | ---------------- | --------------------------------------- | --------- |
| 1 | Досчатое         | рабочий посёлок, административный центр | ↘4630     |